# Erikstads landskommun
Erikstads landskommun var en tidigare kommun.

## Administrativ historik
Kommunen inrättades i Erikstads socken i Sundals härad i Dalsland när 1862 års kommunalförordningar trädde i kraft 1863.
Landskommunen upphörde vid kommunreformen 1952, då den gick upp i Bolstads landskommun, som 1969 uppgick i Melleruds köping som 1971 ombildades till Melleruds kommun.

## Politik

### Mandatfördelning i Erikstads landskommun 1938-1946
| 5 | 8 | 2 |

| 15 |

| 2 | 9 | 2 | 2 |

| 15 |

| 1 | 2 | 9 | 2 | 1 |

| 15 |